# إيهإيج هاناياما
إيهإيجِ هاناياما (باليابانية: 花山 英二) (21 أغسطس 1977 في توتشيغي في اليابان – )؛ هو لاعب كرة قدم ياباني سابق كان يلعب كمدافع.

## وصلات خارجية
- إيهإيج هاناياما على موقع رابطة كرة القدم اليابانية للمحترفين (اليابانية)
- إيهإيج هاناياما على موقع عالم كرة القدم.نت (الإنجليزية)